# Colura pseudocalyptrifolia
Colura pseudocalyptrifolia là một loài Rêu trong họ Lejeuneaceae. Loài này được Horik. mô tả khoa học đầu tiên năm 1934.